# Беличьи бурундуки
Беличьи бурундуки, или белкообразные бурундуки, или скалистые белки (лат. Sciurotamias) — плохо изученный род семейства беличьих (Sciuridae). Состоит из двух видов, оба эндемики Китая:
- Sciurotamias davidianus — Бурундук Давида, населяет невысокие горные хребты в центральном Китае.
- Sciurotamias forresti — Бурундук Форреста, Юньнань

Бурундук Форреста сначала был помещён в отдельный род Rupestes, а затем был объединён с бурундуком Давида в род Sciurotamias.

## Описание
Оба вида обитают в скалистых горных районах, где их образ жизни, по-видимому, похож на образ жизни бурундуков. Они могут лазить по деревьям, но редко используют эту способность. Они прячутся в щелях, чтобы отдохнуть.
Длина тела беличьих бурундуков от 20 до 25 см, длина хвоста 15 см. Бурундук Давида серый сверху и белый снизу. Глаза окружены бледными кольцами. Бурундук Форреста серо-коричневого цвета; от плеч по бокам у него проходят беловатая и тёмно-коричневая линии, но иногда они едва различимы.

## Систематика
Род беличьи бурундуки включает два подрода Rupestes и Sciurotamias, соответствующие двум видам S. forresti и S. davidianus, соответственно, такое деление поддержано Ричардом Торингтоном в сводке 2005 года.
Название рода Sciurotamias, данное в 1901 году Джерритом С. Миллером, подчёркивало, что эти зверьки должны занимать промежуточное положение между белками (Sciurus) и бурундуками (Tamias). Название также подчёркивало сходство Sciurotamias c североамериканскими бурундуковыми белками (Tamiasciurus), эти роды долгое время объединяли в общую трибу Tamiasciurini.
Однако сейчас нельзя сказать, что положение этого рода в системе семейства Sciuridae строго установлено. Начиная с 1960-х годов род Sciurotamias иногда объединяли вместе с бурундуками в трибу Tamiini, например И. М. Громов с соавторами в 1965 году. В 1982 году Каллахан и Дэвис провели обширный морфологический анализ и пришли к выводу, что Sciurotamias davidianus связаны с гигантскими белками (Ratufa) из-за некоторых общих черт половых органов (куперовы железы, строение glans penis и os penis) и предварительно отнесли их к Ratufini. Молекулярные исследования теперь подтверждают его местонахождение в Tamiini (Steppan et al., 2004), как и морфология (Thorington et al., 1998). Более поздние систематики, с другой стороны, относят их вместе с бурундуками к трибе Marmotini, куда также входят сурки и суслики. Однако после ревизии позиция бурундуков внутри Marmotini не была поддержана, осталось неясным, относятся ли беличьи бурундуки к Marmotini как базальный сестринский таксон или у них иное положение (Sciurinae).